# ثورمان غرين
ثورمان غرين (بالإنجليزية: Thurman Green)‏ هو عازف جاز أمريكي، ولد في 12 أغسطس 1940 في لونغفيو في الولايات المتحدة، وتوفي في 19 يونيو 1997.

## وصلات خارجية
- ثورمان غرين على موقع IMDb (الإنجليزية)
- ثورمان غرين على موقع ميوزك برينز (الإنجليزية)
- ثورمان غرين على موقع أول ميوزيك (الإنجليزية)
- ثورمان غرين على موقع ديسكوغز (الإنجليزية)
- ثورمان غرين على موقع كينوبويسك (الروسية)